# Aplysina cavernicola
Aplysina cavernicola là một loài bọt biển trong họ Aplysinidae. Đây là loài bản địa Biển Địa Trung Hải nơi chúng mọc trong các hang động và dưới phần nhô ra.

## Mô tả
Aplysina cavernicola hình thành các khối có bề ngang dài đến 30 cm. Chúng có một đế bám vào đá hoặc bề mặt cứng khác, trong đó chiếu một số quá trình giống như ngón tay dài tới 6 cm và đường kính 2 cm. 

## Sinh học
Loài bọt biển này cũng tích lũy sinh học các hạt nhân phóng xạ, và đã được sử dụng như một sinh vật mô hình để nghiên cứu sự hiện diện của các đồng vị như americium-241 trong nước biển.